# Norois
Pour les articles homonymes, voir Norois (homonymie).
 (avril 2019).
Norois (Attesté dans Larousse 1907, ancienne graphie pour noroît ou noroit « vent qui souffle du nord-ouest ») est une revue de géographie des universités du Grand Ouest français (Angers, Brest, Caen, La Rochelle, Le Mans, Limoges, Nantes, Poitiers, Rennes 2 et Tours). Traitant des questions d'environnement, d'aménagement et de société pour l'Ouest de la France et les façades nord-atlantiques, son aire géographique s’étend désormais aux rives de l’Atlantique sud (Amérique Latine et Afrique), ainsi qu’à l’Europe de l’est dans la limite d’études comparatives menées dans le cadre communautaire, et lors de la publication de numéros thématiques.

## Auteurs et public
Toute personne, universitaire ou non, peut proposer un article qui sera évalué par un comité scientifique avant acceptation.
Les critères d'évaluation concernent principalement la qualité scientifique de l'article, la pertinence du sujet vis-à-vis de la ligne éditoriale de la revue et le respect des consignes de publication.
Les numéros de plus de deux ans sont disponibles en libre accès sur le portail OpenEdition Journals.

## Historique de la revue[2]
Dans la première moitié du XXe siècle, trois chaires de Géographie étaient ouvertes dans le Nord-Ouest de la France, dans les universités de Rennes, de Poitiers et de Caen. Deux de ces trois universités disposaient d’une revue de Géographie, créées dans les années 1930 : les Chroniques Géographiques des Pays Celtes pour Rennes, fondées autour d’André Meynier, et le Bulletin du groupe poitevin d’études géographiques créé par Théodore Lefebvre. En parallèle, paraissent chaque année des chroniques analysant et synthétisant les avancées scientifiques en domaine marin (les Chroniques Océanographiques d’André Guilcher) et polaire (Chronique Arctique de Charles-Pierre Péguy).
Après la Seconde Guerre mondiale, et devant l’essor de la Géographie (création d’une deuxième chaire de Géographie à Poitiers occupée par Paul Fénelon), ces publications locales sont jugées insuffisantes et la création d’une grande revue régionale commune à Caen, Rennes et Poitiers est engagée. Norois est ainsi créé à Poitiers, en 1954, avec le soutien du CNRS, sous la direction de René Musset, André Meynier et Jean Robert. Le comité de rédaction comprend alors Frédéric Durand, Roger Facon, Paul Fénelon, Pierre Flatrès, Marcel Gautier, André Guilcher, André Journaux, Charles-Pierre Péguy, Michel Philipponneau, et Jean Pitié. La revue est placée sous les éminents patronages d’Emmanuel de Martonne et d’André Siegfried.
Caen, Rennes et Poitiers sont rejoints au sein de l’association Norois, par le département de géographie de l’Université de Tours en 1963, puis le nouvel Institut de Géographie et d’Aménagement Régional de l’Université de Nantes en 1964, Orléans et Rouen en 1965, Brest et Limoges en 1969, Angers en 1973, Le Mans en 1978 et La Rochelle en 1998. Les départements de géographie de Rouen et d’Orléans quittent l’association Norois respectivement en 1989 et 2008. Aujourd’hui, Norois est donc la revue de Géographie des Universités d’Angers, Brest, Caen, Limoges, Le Mans, Nantes, Rennes, La Rochelle, Poitiers et Tours.
Norois diffuse dès la première année, 4 numéros par an, d’environ 125 pages chacun. Le champ géographique de la revue, axée sur l’Atlantique Nord, se dessine en résonance à la création de l’OTAN en 1949, et aux champs maritimes et polaires couverts par les chroniques existantes. Les volumes se composent alors d’articles scientifiques ; de notes (états des lieux à vocation informative sur un sujet réduit), de comptes-rendus d’ouvrages et de thèses, de chroniques régionales ou thématiques.
Très rapidement, Norois est diffusé vers les services des Archives Départementales, les bibliothèques municipales du Grand Ouest, les sociétés savantes, les enseignants du secondaires, mais aussi bien sûr vers des universités françaises, belges, suisses, canadiennes et de nombreuses universités britanniques, allemandes et américaines. Ceci permet à la revue d’assurer une large diffusion de ses parutions et de transmettre dans les différentes strates de la société les connaissances universitaires francophones.
L’histoire de la revue se conjugue à l’histoire de la communauté géographique française et aux tendances de la recherche. Dans les vingt premières années de la revue, les sujets de Géographie Rurale et Physique occupent une place de choix dans la parution, en lien direct avec les domaines de prédilection des fondateurs et les grandes thématiques géographiques de l’époque. Une évolution des thèmes des articles publiés est néanmoins perceptible dans les sommaires de la revue. En effet, d’autres domaines comme la Géographie Urbaine émergent progressivement dans les années 1960, à la faveur de la multiplication des pôles universitaires (Nantes en 1964, Angers en 1971 par exemple). Dans les années 1980, Norois participe à la fracture nationale Est-Ouest qui traverse la géographie, en refusant assez ouvertement les publications de Géographie Quantitative.
Au-delà des évolutions de son contenu, la revue connaitra également des changements structuraux importants, avec la publication d’un numéro thématique par an dès le début des années 1980 et le recours à deux relecteurs pour l’expertise des articles à partir de 1985.
Comme de nombreuses revues universitaires, au tournant des années 2000, la revue Norois traverse une crise. Il ne s’agit ni d’un déficit des propositions d’articles (qui demeurent soutenues) ni d’un désengagement des géographes de l’Ouest. Le passage de témoins d’une génération, les évolutions des contraintes du métier d’enseignant-chercheur, la nécessaire modernisation de la diffusion et de l’édition, avec notamment l’édition électronique, expliquent un hiatus de 2000 à 2003, où les parutions sont sporadiques. La revue perd alors la reconnaissance du CNRS, dont elle était honorée depuis sa création. Heureusement, cette labellisation est à nouveau obtenue dès 2008, 4 années après sa renaissance en 2004, avec le no 190. Celle-ci est portée par de jeunes universitaires de Brest (Serge Suanez), de Nantes (Valérie Jousseaume) et de Rennes (Vincent Dubreuil, Vincent Gouëset, Hervé Régnauld) qui s’engagent dans une convention d’édition avec les Presses universitaires de Rennes, puis une édition électronique de la revue en 2008 avec revues.org et le bouquet Cairn, et enfin la mise en ligne du fonds ancien de la revue depuis 1954 à 2003 sur le site de Persée. L’équipe de rédaction s’enrichit d’Olivier Planchon, Vincent Veschambre, puis en 2008, Céline Barthon, Laurent Cailly, Laurent Lespez, et Grégoire Maillet. Elle est actuellement composée de 7 enseignants-chercheurs issus des universités de Brest, Rennes, Caen, Nantes, Poitiers et Angers.